# (1815) Beethoven
(1815) Beethoven es un asteroide que forma parte del cinturón de asteroides y fue descubierto por Karl Wilhelm Reinmuth desde el observatorio de Heidelberg-Königstuhl, Alemania, el 27 de enero de 1932.

## Designación y nombre
Beethoven se designó inicialmente como 1932 CE1.
Más adelante fue nombrado en honor del compositor alemán Ludwig van Beethoven (1770-1827).

## Características orbitales
Beethoven orbita a una distancia media de 3,156 ua del Sol, pudiendo acercarse hasta 2,565 ua y alejarse hasta 3,747 ua. Su inclinación orbital es 2,738° y la excentricidad 0,1873. Emplea en completar una órbita alrededor del Sol 2048 días.